# Dabrony
Dabrony je vas na Madžarskem, ki upravno spada pod podregijo Ajkai Županije Veszprém.